# David Siradze
Pour les articles homonymes, voir Siradze.
David Siradze est un footballeur international géorgien né le 21 octobre 1981 à Tbilissi (URSS).

## Carrière
- 2001-2003 :  Lokomotiv Tbilissi
- 2003-2004 :  1.FC Union Berlin
- 2004-2005 :  Eintracht Trèves
- 2005-2006 :  Lokomotiv Tbilissi
- 2006-2007 :  Erzgebirge Aue
- 2007-2008 :  Paderborn 07
- 2008-2014 :  Spartak Naltchik
- 2014 :  Sioni Bolnissi
- 2015-2016 :  FC Dacia Chișinău[1]

## Palmarès
- Coupe de Saxe : 2000, 2001, 2002
- Regionalliga Nord : 2003

## Sélections
- 28 sélections et 8 buts avec la Géorgie entre 2004 et 2011.